# تمثيل المرشد الأعلى في الجامعات (منظمة)

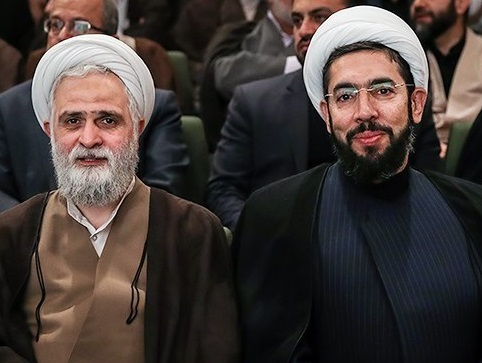
مصطفى رستمي الرئيس الحالي للتنظيم (الشخص الأيمن في الصورة) بجانب محمد محمديان الرئيس السابق

تمثيل المرشد الأعلى في الجامعات (منظمة) ((بالفارسية: نهاد نمایندگی رهبری در دانشگاه‌ها)) هو معهد ديني / ثقافي إيراني  تم تشكيله بموجب مرسوم صادر عن المرشد الأعلى للثورة الإسلامية، سيد علي خامنئي. بناءً على القرار النهائي للمجلس الأعلى للثورة الثقافية في مارس 1993 الملتزم بإنشاء معهد جديد يتماشى مع قيم وأهداف المرشد الأعلى ووفقًا لنطاقات المنظمة وواجباتها المحددة، والتي تقوم بتنفيذ التزامات محددة قائمة على توجيهات مكتوبة.
من بين أهداف هذه المنظمة  تشكيل جامعات دينية لتقديم شروحات للقيم الإسلامية و... للطلاب والأكاديميين. يتم تعيين ممثل المرشد الأعلى في الجامعات من قبل المرشد الأعلى. مصطفى رستمي هو رئيس المنظمة المعين في 3 سبتمبر 2018 بدلاً من محمد محمديان من قبل سيد علي خامنئي.